# Hoare (Santurce)
|                                                  |                                                         |
| Coordenadas                                      | 18°26′58″N 66°05′08″O / 18.44944, -66.08556             |
| Entidad • País • Territorio • Municipio • Barrio | Sub-barrio Estados Unidos Puerto Rico San Juan Santurce |
| Superficie                                       | 0,36 km² (0,14 mi²)                                     |
| Población • Densidad poblacional                 | 158 (2010) 1,128.6 km² (435.8 mi²)                      |

Hoare es uno de los cuarenta “sub-barrios” del barrio Santurce en el municipio de San Juan, Puerto Rico. Según el censo del año 2010, este sector contaba con 158 habitantes y un área de 0,36 km².